# Ogon (anatomia)
Ogon – końcowa część ciała kręgowców. Jego szkielet tworzą kręgi ogonowe.
Ogon jest narządem ruchu kręgowców wodnych – ryb, płazów ogoniastych, niektórych gadów i ssaków. U ptaków zrośnięte końcowe kręgi ogonowe tworzą pygostyl.
U człowieka pozostałością ogona są kręgi guziczne, tak zwana kość ogonowa.